# Johann Adolf Scheibe
 (mars 2025).
Si vous disposez d'ouvrages ou d'articles de référence ou si vous connaissez des sites web de qualité traitant du thème abordé ici, merci de compléter l'article en donnant les références utiles à sa vérifiabilité et en les liant à la section « Notes et références ».
Pour les articles homonymes, voir Scheibe.
Johann Adolf Scheibe  (5 mai 1708, Leipzig – 22 avril 1776, Copenhague) est un compositeur germano-danois et un important critique et théoricien de la musique.

## Biographie
Johann Adolf Scheibe, naît à Leipzig, d'un père, Johann Scheibe (vers 1675–1748), facteur d'orgue. Il commence à prendre des leçons de piano à l'âge de six ans. En 1725, il a commencé des études de droit et de philosophie à l'Université de Leipzig, et dans le cadre de ses études, il a rencontré le professeur de rhétorique et de poésie Johann Christoph Gottsched, dont les théories esthétiques ont profondément influencé Scheibe. Les écrits de Gottsched, qui ont été principalement dirigés vers la réforme de la poésie et du théâtre allemand, ont laissé une forte empreinte dans la formulation de Scheibe de sa philosophie de la musique. En raison de difficultés financières, Scheibe ne peut terminer ses études universitaires et se consacre plutôt à une carrière dans la musique, avec une formation en grande partie autodidacte. 
En 1729, il sollicite en vain le poste d'organiste à l'église Saint-Thomas de Leipzig, où Jean-Sébastien Bach est cantor depuis 1723. Scheibe reste actif dans la vie musicale de Leipzig, jusqu'en 1735.
En 1736, il déménage à Hambourg, où il se fait des amis influents, dont Johann Mattheson et Georg Philipp Telemann. Encouragé par ces deux derniers, Scheibe publie le magazine « Der Critische Musicus » entre 1737 et 1740. Le magazine a une diffusion considérable et reste important aujourd'hui pour ses articles sur les compositeurs contemporains.
En 1739, le margrave de Brandebourg Frédéric-Ernest de Brandebourg-Culmbach, nomme Scheibe son maître de chapelle. L'année suivante, à l'invitation de la sœur du Margrave, la reine danoise Sophie Madeleine, il devient maître de chapelle à la cour du roi Christian VI de Danemark. Il vit dans le pays pendant trente-six ans. Scheibe devient rapidement la figure musicale la plus significative de Copenhague et dirige l'orchestre royal. Il compose de la musique vocale et instrumentale, et est une des forces motrices dans la fondation de la première société musicale, Det Musikalske Societet, qui organise des concerts publics entre 1744 et 1749.
Après la mort du roi en 1746, son successeur Frédéric V s'éloigne du piétisme des monarques précédents. Théâtre et opéra sont à nouveau autorisés et le Théâtre royal danois est ouvert en 1749. Le goût musical est tourné vers l'opéra italien et l'opéra comique français. Scheibe étant fortement opposé à ce nouveau style, son emploi prend fin en 1748, laissant la place à son successeur, l'italien Paolo Scalabrini.
Scheibe déménage dans le Sud du pays, à Sønderborg, où il ouvre une école de musique pour les enfants, tout en continuant à écrire, composer et traduire des textes danois en allemand. Pendant ce temps, il garde le contact avec la vie musicale à Copenhague, en composant des œuvres pour des occasions royales et des concerts. Les cantates funèbres pour le roi Frédéric V et la reine Luisa sont parmi ses plus belles œuvres. Il publie un recueil de Neue Freymaurerlieder mit bequemen Melodien (« Nouveaux airs maçonniques avec mélodies adaptées ») en 1749, après avoir été membre depuis 1746 de la loge« Zorobabel » à Copenhague.
En 1762, Scheibe retourne à Copenhague, où il reste jusqu'à sa mort, quatorze ans plus tard. Bien que la majeure partie de sa musique soit maintenant perdue, il a composé plus de 150 pièces religieuses et oratorios, quelque 200 concertos, deux opéras et de nombreuses Sinfonias, musique de chambre et cantates profanes.

## Critique musical
Scheibe a jugé Jean-Sébastien Bach et Georg Friedrich Haendel comme les meilleurs compositeurs de musique pour le clavier. Il a considéré Bach comme le meilleur interprète contemporain pour l'orgue, le clavecin et le clavicorde, incomparable aux autres sauf Haendel. Le Concerto italien de Bach (BWV 971), publié en 1735, était pour Scheibe un parfait exemple d'un concerto bien construit.
Les objections souvent cités émis par Scheibe à l'égard de la musique de Bach, proviennent d'une lettre anonyme de 1737 dans le Critischer Musikus. Scheibe critique la musique de Bach comme étant « ampoulée ». Johann Abraham Birnbaum, professeur de rhétorique à Leipzig, a défendu Bach à cette occasion. La querelle entre Scheibe et Birnbaum a été très longue et intense. Selon Scheibe, la musique de Bach était artificielle et déroutante par le style ; les ornements étaient notés (plutôt que de laisser l'ornementation à l'initiative de l'interprète, comme de coutume). Tout cela obscurcit la mélodie et l'harmonie. Plutôt que d'une division claire entre la mélodie et l'accompagnement, Bach rend toutes les voix égales dans son écriture de la polyphonie. Scheibe ressentait la musique comme surchargée, contre nature et manquant de liberté.
Dans le célèbre livre d'Albert Schweitzer sur Bach, Schweitzer décrit Scheibe comme le champion d'un style allemand distinct, qui devait rompre avec les modèles italiens. L'influence italienne conduit à l'artifice et à la complexité. Le goût allemand était vers le naturel et la simplicité, selon  la pensée de Scheibe.
Cette théorie fait qu'il est « impossible pour lui de rendre justice à Bach », a écrit Schweitzer. Bach était beaucoup trop compliqué, et donc trop italien, à son goût. Bien sûr tout en reconnaissant les talents de Bach, il concluait que Bach, tragiquement, était tombé « du naturel vers l'artificiel, et de la clarté vers l'obscurité ... on s'émerveille devant tout le travail pénible que cela représente, qui débouche cependant sur rien, car il est en contradiction avec la raison ».
Scheibe croit que le talent musical est inné, et que le musicien ne peut exprimer ses émotions qu'en se soumettant à leur influence par la force de son imagination. Dans de nombreux traités et essais publiés, Scheibe explore la nature du goût, de la mélodie, de l'expression, et l'invention musicale, et défend une conception nationaliste du style musical. Ses théories, qui ont été avancées pour son temps, étaient fondées sur des principes rationnels, la pureté de l'expression, l'imitation de la nature, et l'application des arts rhétoriques pour les processus de la création musicale.

## Œuvre littéraire
Scheibe a traduit en allemand les œuvres du Siècle des Lumières de Ludvig Holberg écrites en danois et norvégien. Il a écrit une biographie de lui et a révisé la 2e édition complète de son Critische Musicus (1745) et son « Abhandlung vom Ursprung und Alter der Musik » (1754) et « Über die musikalische Komposition » (1773).

## Œuvre

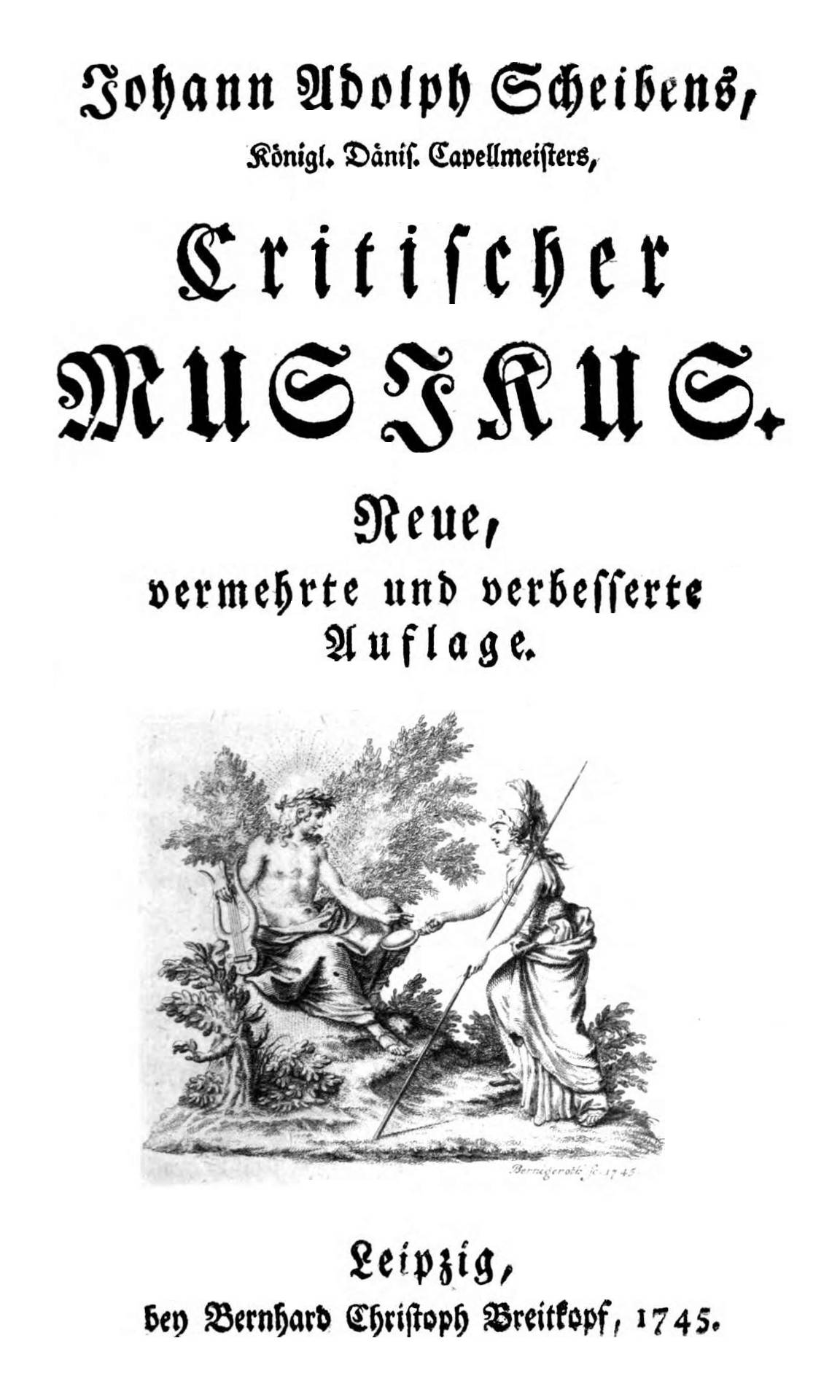
Page titre de Der critische Musikus (1745).

### Écrits
- Compendium musices theoretico-practicum, das ist Kurzer Begriff derer nöthigsten Compositions-Regeln, MS, D LEm, ca. 1730
- Der critische Musikus, I, Hamburg 1738, II, Hamburg 1740, I und II, Leipzig 1745
- Abhandlung vom Ursprunge und Alter der Musik, insonderheit der Vokalmusik, Altona und Flensburg 1754
- Abhandlung über das Rezitativ, in: Bibliothek der schönen Wissenschaften und freien Künste XI–XII, 1764–1765
- Über die musikalische Composition,
  - Erster Theil: Die Theorie der Melodie und Harmonie, Leipzig 1773
  - Zweyter Theil: Die Harmonie, oder Die Zusammensetzung der Töne an und für sich selbst, MS, DK Kk

### Musique instrumentale

#### Concertos
- Concerto a flauto traverso in A (1), für flauto traverso, violino I-II, viola, violoncello,  (ISBN 87-88215-14-8)
- Concerto a flauto traverso in A (2), für flauto traverso, violino I-II, viola, basso,  (ISBN 87-88215-16-4)
- Concerto a flauto dolce in B, für flauto dolce, violino I-II, viola, basso,  (ISBN 87-88215-18-0)
- Concerto a flauto traverso in D (1), für flauto traverso, violino I-II, viola, basso,  (ISBN 87-88215-20-2)
- Concerto a flauto traverso in D (2), für flauto traverso, violino I-II, viola, basso,  (ISBN 87-88215-22-9)
- Concerto a flauto traverso in G, für flauto traverso, violino I-II, viola, basso,  (ISBN 87-88215-24-5)
- Concerto a hautbois d'amour in G, für hautbois d'amour, violino I-II, basso (violoncello, cembalo),  (ISBN 87-88215-26-1)
- Concerto a hautbois d'amour in h, für hautbois d'amour, violino I-II, basso (violoncello, continuo),  (ISBN 87-88215-28-8)
- Concerto a violino in h (perdu)
- Concerto a cembalo in a, für cembalo obligato, violino I-II, viola, basso (perdu)
- Concerto a cembalo in F, für cembalo obligato, violino I-II, viola, basso (perdu)
- Concerto a cembalo in G, für cembalo obligato, flauto I-II, basso (perdu)
- Concerto a cembalo in h, für cembalo obligato, flauto I-II, viola, basso (perdu)

#### Symphonies
- Sinfonia a 16 in D, für clarino concertato, clarino II, principale, tympani, corno I-II, flauto traversiere obligato, flauto traversiere I-II, oboe I-II, violino I-II, viola, bassono & fondamento (cembalo),  (ISBN 87-88215-00-8)
- Sinfonia a 6 in A, für flauto traverso I-II, violino I-II, viola, basso (violoncello & cembalo),  (ISBN 87-88215-02-4)
- Sinfonia a 6 in C, für flauto traverso I-II, violino I-II, viola, basso (violoncello & cembalo),  (ISBN 87-88215-04-0)
- Sinfonia a 6 in D, für flauto traverso I-II, violino I-II, viola, basso (perdu)
- Sinfonia a 5 in D, für flauto traverso, violino I-III, basso (continuo con becif.),  (ISBN 87-88215-06-7)
- Sinfonia a 4 in A, Für violino I-II, viola, basso,  (ISBN 87-88215-08-3)
- Sinfonia a 4 in a (perdu)
- Sinfonia a 4 in B (1), für violino I-II, alto viola, basso,  (ISBN 87-88215-10-5)
- Sinfonia a 4 in B (2), für violino I-II, viola, basso,  (ISBN 87-88215-12-1)
- Sinfonia a 4 in B (3) (perdu)
- Sinfonia a 4 in c (perdu)
- Sinfonia a 4 in e (perdu)
- Sinfonia a 4 in G (perdu)
- Sinfonia a 4 in g (perdu)
- Sinfonia a 3 in F, für violino I-II, basso (continuo) (perdu)

#### Sonates et Partitas

##### Quadros
- Quadro in D (1), für oboe, violino I-II, basso (perdu)
- Quadro in D (2), für flauto, violino I-II, basso (perdu)
- Partita in D, für flauto obligato, violino I-II, basso (perdu)

##### Trios et Duos
- Sonata in A (1), für cembalo obligato, flauto traverso/violino concertato,  (ISBN 87-88215-32-6)
- Sonata in A (2), für cembalo obligato con violino (perdu)
- Sonata in b, für violino solo con basso (perdu)
- Sonata in c, für violino solo con basso (perdu)
- Sonata in D, für cembalo obligato con flauto traverso/violino concertato,  (ISBN 87-88215-34-2)
- Sonata in d, für violino I-II, basso (perdu)
- Sonata in d, für violino solo con basso (perdu)
- Sonata in e, für cembalo obligato con violino (perdu)
- Sonata in G (1), für cembalo obligato con violino (perdu)
- Sonata in G (2), für cembalo obligato con violino (perdu)
- Sonata in G (3), für cembalo obligato con violino (perdu)
- Sonata in G (4), für cembalo obligato con violino (perdu)
- Sonata in g, für cembalo obligato con violino (perdu)
- Sonata in h, für cembalo obligato con flauto traverso/violino concertato,  (ISBN 87-88215-36-9)

##### Clavecin
- 7 sonates (A, B, C, E, F, G, g), für cembalo solo,  (ISBN 87-88215-38-5)
- 7 parties (A, B, D, d, Es, G(1), G(2)), für cembalo solo,  (ISBN 87-88215-40-7)
- Pièces de Conversation, für cembalo solo,  (ISBN 87-88215-42-3)

##### Orgue
- 3 sonates (B, D, F) für 2 manualer og pedal,  (ISBN 87-88215-46-6)

### Musique vocale

#### Musique religieuse en latin
- Magnificat in D, für tromba I-II, principale, tympana, oboe I-II, violino I-II, viola, SATB, basso, organo (Becif.),  (ISBN 87-88215-48-2)
- Magnificat in G, für oboe I-II, violino I-II, viola, SATB, basso, organo (Becif.),  (ISBN 87-88215-01-6)
- Sanctus in F, für corno di caccia I-II, violino I-II, viola, SATB, continuo, organo,  (ISBN 87-88215-03-2)
- Sanctus in G, Für Oboe I-II, violino I-II, viola, SATB, continuo (Becif.),  (ISBN 87-88215-05-9)

#### Cantates d'église
- Der Engel des Herrn lagerte sich, für tromba I-II, principale, tympani, flauto traverso I-II, oboe I-II, violino I-II, viola, SATB, continuo (Becif.),  (ISBN 87-88215-07-5)
- Der Tod ist verschlungen in, für clarino I-II, tympano, violino I-II, viola, SATB, continuo (Becif.),  (ISBN 87-88215-09-1)
- Die Liebe Gottes ist ausgegossen, für clarino, oboe, violino I-II, viola, SATB, continuo (Becif.),  (ISBN 87-88215-11-3)
- Lobet den Herrn, alle Heiden, für corno I-II, oboe I-II, violino I-II, viola, SATB, continuo (Becif.),  (ISBN 87-88215-15-6)
- So ofte Jesus grosser Nahme, für oboe, calcedone, violino I-II, viola, SATB, organo (Becif.),  (ISBN 87-88215-17-2)
- Wer sich rühmen will, für trombe I-III, tympani, flauto traverso I-II, oboe I-II, violino I-II, viola, SATB, basso,  (ISBN 87-88215-19-9)

#### Passions
- Den døende Jesus, Passionssang von M. Hammer,  (ISBN 87-88215-25-3)
- Der wundervolle Tod des Welterlösers, Oratorio de J. A. Scheibe,  (ISBN 87-88215-23-7)
- Die Auferstehung und Himmelfahrt Jesu, cantate de K. W. Ramler,  (ISBN 87-88215-21-0)
- Passions-Cantata (Vor Harpe er bleven til Sorrig), texte de Johannes Ewald,  (ISBN 87-88215-29-6)
- Sørge-Cantata ved Christi Grav (Herrens Salvede, som var vor Næses Aand), texte de Johannes Ewald,  (ISBN 87-88215-31-8)

#### Cantates de circonstance
- Der Tempel des Ruhmes, Ein Singgedicht am Tage als I. K. M. Juliana Maria und S. K. M. König Friederich V zu Dänemark dero prächtigen Einzug in Kopenhagen hielten, 11 octobre 1752, texte de J. A. Scheibe,  (ISBN 87-88215-35-0)
- Die Patrioten. Ein Singgedicht auf den Geburtstag des Kronprinzen von Dänemark (Christian VII), 1760, texte de Cramer,  (ISBN 87-88215-37-7)
- I Jesu Navn skal al vor Gerning ske, Copulationsmusik,  (ISBN 87-88215-39-3)
- Sørge- og Klage-Sange over Dronning Lovise (Rinder I Taarer fra bundløse Floder), 1752, Ved G. Schaft,  (ISBN 87-88215-33-4)
- Sørge-Sange over Kong Frederik V (O Skræk! hvad seer jeg her?), Christiansborg Slotskirke 18 mars 1766, texte de Johannes Ewald,  (ISBN 87-88215-41-5)

#### Cantates de chambre
- Cephalus (Seyd munter, ihr Jäger!), cantate de Johann Elias Schlegel, pour ténor solo & cor I-II, violon I-II, alto, basse,  (ISBN 87-88215-43-1)
- Tragische Kantaten für eine oder zwo Singestimmen und das Clavier, Nämlich: des Herrn von Gerstenbergs „Ariadne auf Naxos“, und Johann Elias Schlegels „Prokris und Cephalus“,  (ISBN 87-88215-45-8)

## Discographie
- Symphonies - Concerto Copenhagen, dir. Andrew Manze (8-9 février / 16-17 août 1993, Chandos CHAN 0696) (OCLC 191059591)
- Sonates pour orgue - Sven-Ingvart Mikkelsen, orgue (2017, CD Klassiks CDK 1169) (OCLC 978708378)